# Erik von Boisman
Erik von Boisman, född den 24 mars 1740 på Ulvsåkraholm i Nöbbele socken, död där den 21 augusti 1821 i Ronneby, var en svensk militär.

## Biografi
Erik von Boisman var son till majoren vid Smålands kavalleriregemente Erik Boisman (1682–1744) som deltagit i Stora nordiska kriget och som adlades under namnet von Boisman den 10 januari 1720. Hans mor var Catharina Elisabet Branting (1708–1760).
Den 4 maj 1754 skrevs han in som volontär vid faderns gamla förband, Smålands kavalleriregemente, för att den 19 juni 1755 utnämnas till rustmästare vid Kronobergs regemente. Han befordrades till furir i maj 1758 och följde därefter med regementet till det Pommerska kriget som utbrutit mellan Sverige och Preussen. 1761 blev han sergeant för att den 18 mars 1768 utnämnas till sekundadjutant och den 22 november 1770 bli premiäradjutant. Han fick därefter officersfullmakt och utnämndes till stabslöjtnant den 19 augusti 1776 och stabskapten den 20 december 1782. Han blev slutligen regementskvartermästare den 18 maj 1785 och han erhöll avsked den 21 september 1786.
Han hade gift sig 8 juni 1781 i Åseda kyrka med Gustava Margareta von Bruse (1758-1826), som var dotter till löjtnanten Göran Esaias von Bruse och dennes hustru Eva Catharina Stålhammar. Paret fick åtta barn.